# Lijst van deelnemende schepen aan Sail Amsterdam 700
Dit is een lijst van deelnemende schepen aan Sail Amsterdam 700. De lijst bevat de schepen die achteraf nog waren te traceren.

## Zeilschepen
| Lijst van deelnemende zeilschepen aan Sail Amsterdam 700 | Lijst van deelnemende zeilschepen aan Sail Amsterdam 700 | Lijst van deelnemende zeilschepen aan Sail Amsterdam 700 | Lijst van deelnemende zeilschepen aan Sail Amsterdam 700 | Lijst van deelnemende zeilschepen aan Sail Amsterdam 700 | Lijst van deelnemende zeilschepen aan Sail Amsterdam 700 | Lijst van deelnemende zeilschepen aan Sail Amsterdam 700 | Lijst van deelnemende zeilschepen aan Sail Amsterdam 700 | Lijst van deelnemende zeilschepen aan Sail Amsterdam 700 | Lijst van deelnemende zeilschepen aan Sail Amsterdam 700 |
| Naam                                                     | Soort schip                                              | Bouwjaar                                                 | Lengte (m)                                               | Lengte (m)                                               | Breedte (m)                                              | Diepgang (m)                                             | Zeiloppervlak (m²)                                       | Foto                                                     |                                                          |
| Naam                                                     | Soort schip                                              | Bouwjaar                                                 | totaal                                                   | romp                                                     | Breedte (m)                                              | Diepgang (m)                                             | Zeiloppervlak (m²)                                       | Foto                                                     |                                                          |
| -------------------------------------------------------- | -------------------------------------------------------- | -------------------------------------------------------- | -------------------------------------------------------- | -------------------------------------------------------- | -------------------------------------------------------- | -------------------------------------------------------- | -------------------------------------------------------- | -------------------------------------------------------- | -------------------------------------------------------- |
| Amerigo Vespucci Italië                                  | Volschip                                                 | 1931                                                     | 100,60                                                   | 82,30                                                    | 15,50                                                    | 7,20                                                     | 2580                                                     | meer foto's                                              |                                                          |
| Ariadne (Großherzogin Elisabeth) IMO 5309413 Panama      | Schoener                                                 | 1909                                                     | 63,70                                                    | 53,10                                                    | 8,23                                                     | 2,36                                                     | 1010                                                     | meer foto's                                              |                                                          |
| Bel Espoir II Frankrijk                                  | Schoener                                                 | 1944                                                     | 38,50                                                    | 29,30                                                    | 7,20                                                     | 2,80                                                     | 650                                                      | meer foto's                                              |                                                          |
| Dar Pomorza IMO 5086451 Polen                            | Volschip                                                 | 1909                                                     | 93                                                       | 80                                                       | 12,6                                                     |                                                          | 2100                                                     | meer foto's                                              |                                                          |
| Den Store Bjørn Denemarken                               | Schoener                                                 | 1902                                                     | 39,5                                                     | 37,5                                                     | 6,32                                                     | 3,65                                                     | 550                                                      | meer foto's                                              |                                                          |
| Eendracht Nederland                                      | Schoener                                                 | 1974                                                     | 35,60                                                    | 32,39                                                    | 8,03                                                     | 3,45                                                     | 470                                                      |                                                          |                                                          |
| Frya Nederland                                           | Schoener                                                 | 1907                                                     | 27,5                                                     | 24,4                                                     | 5,45                                                     | 2,45                                                     | 242                                                      |                                                          |                                                          |
| Georg Stage IMO 5128417 Denemarken                       | Volschip                                                 | 1935                                                     | 52,00                                                    | 41,60                                                    | 8,50                                                     | 4,20                                                     | 860                                                      | meer foto's                                              |                                                          |
| Gladan> Zweden                                           | Schoener                                                 | 1947                                                     | 39,3                                                     | 34,4                                                     | 7,2                                                      | 4,2                                                      | 680                                                      | meer foto's                                              |                                                          |
| Gorch Fock IMO 5133644 Duitsland                         | Bark                                                     | 1958                                                     | 89,32                                                    | 81,25                                                    | 12,00                                                    | 5,25                                                     | 2037                                                     | meer foto's                                              |                                                          |
| HMS Falken Zweden                                        | Schoener                                                 | 1947                                                     | 39,30                                                    |                                                          | 7,20                                                     | 4,20                                                     | 682                                                      | meer foto's                                              |                                                          |
| Hr.Ms. Urania Nederland                                  | Kits                                                     | 1928                                                     | 26,85                                                    | 23,40                                                    | 6,04                                                     | 3                                                        | 370                                                      |                                                          |                                                          |
| Kruzenshtern IMO 6822979 Rusland                         | Bark                                                     | 1926                                                     | 114,50                                                   | 104,30                                                   | 14,05                                                    | 7,17                                                     | 3655                                                     | meer foto's                                              |                                                          |
| Mircea Roemenië                                          | Bark                                                     | 1938                                                     | 82,10                                                    | 73,70                                                    | 12,00                                                    | 5,20                                                     | 1750                                                     | meer foto's                                              |                                                          |
| Royalist IMO 1003530 Verenigd Koninkrijk                 | Brik                                                     | 1971                                                     | 29,60                                                    | 23,30                                                    | 5,90                                                     | 2,80                                                     | 433                                                      | meer foto's                                              |                                                          |
| Sagres IMO 8642579 Portugal                              | Bark                                                     | 1937                                                     | 89,50                                                    | 81,20                                                    | 12,00                                                    | 5,50                                                     | 1796                                                     | meer foto's                                              |                                                          |
| Zawisza Czarny IMO 1641000 Polen                         | Schoener                                                 | 1952                                                     | 42,7                                                     | 36,1                                                     | 6,7                                                      | 4,6                                                      | 439                                                      | meer foto's                                              |                                                          |